# Saracho-Nachtschatten
Der Saracho-Nachtschatten (Solanum sarrachoides), auch Saracha-Nachtschatten genannt, ist eine Pflanzenart aus der Gattung der Nachtschatten (Solanum) innerhalb der Familie der Nachtschattengewächse (Solanaceae). Sie ist in ursprünglich Südamerika verbreitet und in manchen Gebieten der Welt vereinzelt ein Neophyt.

## Beschreibung
Der Saracha-Nachtschatten ist eine einjährige krautige Pflanze und erreicht Wuchshöhen 20 bis 60 Zentimetern. Der im Querschnitt runde Stängel ist reich verzweigt, dicht drüsig behaart, klebrig und riecht stark tomatenartig. Die ungeteilte Blattspreite wird etwa 4 bis 6 Zentimeter lang.
Die Blütezeit erstreckt sich von Juni bis September. Drei bis vier Blüten stehen in einem Blütenstand zusammen. Die zwittrigen Blüten sind fünfzählig mit doppelter Blütenhülle. Die fünf Kronblätter sind weiß.
Der Fruchtkelch bedeckt die gesamte Frucht, häufig überragt er sie auch. Er besitzt länglich-dreieckige Kelchzipfel, die spitze Buchten aufweisen und mit einem durchsichtigen Häutchen verbunden sind. Die hellgrüne, glasig durchscheinende Beere ist kugelig und enthält 59 bis 69, selten bis zu 75 blassgelbe Samen. Die Samen sind 1,3 bis 1,5 Millimeter lang.
Die Chromosomenzahl beträgt 2n = 24.

## Ökologie
Beim Saracha-Nachtschatten handelt es sich um einen Therophyten. Er wird nach Kugler den Pollenblumen zugeordnet und wird von kurzrüssligen Bienen, Käfern, Fliegen und Syrphiden bestäubt. In der Regel erfolgt jedoch Selbstbestäubung.

## Verbreitung
Der Saracha-Nachtschatten ist ursprünglich in Südamerika im brasilianischen Bundesstaat Rio Grande do Sul, in Bolivien, Chile, Paraguay, Uruguay, im peruanischen Departamento Apurímac und in den argentinischen Provinzen Buenos Aires sowie Entre Ríos verbreitet. Er ist in Südafrika, Nordamerika und Europa vereinzelt ein Neophyt. In Deutschland hat der Saracha-Nachtschatten seit 1903 den Status eines eingebürgerten Neophyten.
Er wächst bevorzugt an trockenen Ruderalstandorten. Er ist in Mitteleuropa eine Art aus den Gesellschaften des Sisymbrion-Verbands.

## Belege